# Las llaves del Reino (película)
Las llaves del reino (en inglés, The Keys of the Kingdom) es una película de 1944, dirigida por John M. Stahl y protagonizada por Gregory Peck. Está basada en la novela homónima del autor británico A. J. Cronin.

## Argumento
Muestra la historia del padre Francis Chisholm, que es enviado desde su Escocia natal a China con la misión de evangelizar.
Una historia simple que va siendo contada por medio del diario del sacerdote.